# Trym Torson
Kai Johnny Mosaker (n. 1974), mai bine cunoscut sub numele de scenă Trym Torson, a fost bateristul formațiilor norvegiene de black metal Enslaved și Emperor. Pseudonimul Trym Torson provine de la două figuri din mitologia nordică: Thrym e un gigant, iar Thorson înseamnă fiul lui Thor. În prezent Trym Torson face parte din formația Paganize.

## Biografie
Trym Torson și-a început cariera muzicală în 1991, la vârsta de 17 ani. În acest an Trym s-a alăturat formației Enslaved. În 1995, după înregistrarea unui EP și a două albume de studio, Trym a părăsit formația. Un an mai târziu, în 1996, Trym s-a alăturat formației Emperor, înlocuindu-l pe Faust care era la închisoare. În 1998 Trym împreună cu Samoth și Destructhor au înființat formația Zyklon (black / death metal), formație care între timp s-a desființat. În 2002, după ce Emperor s-a desființat, Trym s-a alăturat formației Paganize, formație din care face parte și în prezent. În 2008 Trym a colaborat ca membru temporar cu formația Abigail Williams.
Trym Torson este patronul unui salon de tatuaje din Notodden.
De curând Trym s-a aventurat în industria cinematografică, fiind atras în acest domeniu de Stacy Paul Rugely, un bun prieten de-al său. În cursul anului 2012 Trym a început filmările pentru thriller-ul Behind Hidden Masks, preconizat a avea premiera în noiembrie 2013; în acest film Trym este atât actor, cât și producător.

## Discografie
cu Enslaved
- Hordanes Land (EP) (1993)
- Vikingligr Veldi (Album de studio) (1994)
- Frost (Album de studio) (1994)

cu Emperor
- Reverence (EP) (1997)
- Anthems to the Welkin at Dusk (Album de studio) (1997)
- IX Equilibrium (Album de studio) (1999)
- Emperial Live Ceremony (Album live) (2000)
- Prometheus: The Discipline of Fire & Demise (Album de studio) (2001)
- Live Inferno (Album live) (2009)

cu Zyklon
- World ov Worms (Album de studio) (2001)
- Aeon (Album de studio) (2003)
- Disintegrate (Album de studio) (2006)

cu Paganize
- Evolution Hour (Album de studio) (2006)

cu Abigail Williams
- In the Shadow of a Thousand Suns (Album de studio) (2008)